# Torigea aristion
Torigea aristion är en fjärilsart som beskrevs av Alexander Schintlmeister 1997. Torigea aristion ingår i släktet Torigea och familjen tandspinnare. Inga underarter finns listade i Catalogue of Life.